# 에드몽 드코티니

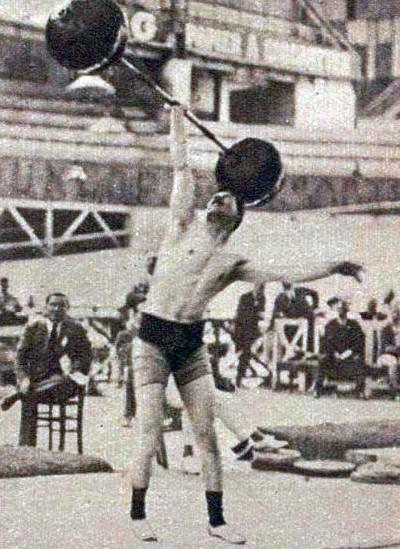

에드몽 드코티니(프랑스어: Edmond Decottignies, 1893년 12월 3일 ~ 1963년 6월 3일)는 프랑스의 역도 선수였다.
그는 1924년 하계 올림픽에 출전했다.
코미느에서 태어난 드코티니는 1924년 파리 올림픽에 나가 라이트급 부문에서 금메달을 획득하였다. 그는 3회의 국내 챔피언(1921, 1923, 1924)이기도 하였다.